# Maison Le Chalet Blanc
Le Chalet Blanc est une maison de style Art nouveau inscrite au titre des monuments historiques située à Sceaux, dans les Hauts-de-Seine. Son architecte est Hector Guimard.

## Histoire
La maison est construite en 1908 en bordure de rue, une des faces (jardin) donnant sur la rue Lakanal adjacente. Une plaque d'entrée en fonte émaillée est due au fabricant François Gillet.